# 苏州工业园区星海小学
苏州工业园区星海小学位于苏州工业园区苏茜路68号，是苏州工业园区管委会直属的公立学校。创办于1999年12月。最初为小学初中九年一贯制学校，2006年拆分为星海小学和星海实验中学。学校占地约4.8万平方米，总建筑面积约4.01万平方米。现有46个班级，在籍学生2200余人。

## 师资力量
学校拥有教职员工100余人，其中江苏省特级教师1人，各级学科带头人、教学能手等骨干教师近80名。

## 校园建设
学校拥有实验楼、国学馆、图书馆、报告厅、体育馆、多功能教室、学生活动室、微机教室、科技创新室、塑胶标准田径运动场等设施设备。每个教室均配备液晶投影、实物展示平台和信息网络控制系统。

## 国际友好学校
- 新加坡南洋小学
- 英国St Francis Catholic Primary School
- 新加坡崇辉小学